# Яшма
Я́шма, устар. я́спис (тур. jaşim, греч. ἴασπις — пёстрый или крапчатый камень) — плотная скрытокристаллическая горная порода, сложенная в основном кварцем, халцедоном и пигментированными примесями других минералов (эпидот, актинолит, хлорит, слюда, пирит, окислы и гидроокислы железа и марганца), поделочный камень. Обычно имеет осадочное (иногда вулканогенное) происхождение.
Некоторые породы, традиционно относимые к яшмам, богаты полевым шпатом; это либо серые кварц-полевошпатовые роговики, либо кислые эффузивы (порфиры). Среди пород, причисляемых к яшмам, встречаются и почти бескварцевые, богатые гранатом (до 20 % андрадита).
В древности под яшмами понимали прозрачные цветные (преимущественно зелёные) халцедоны.
Таким образом, химический состав яшмы примерно таков: SiO2 80—95 %; Al2O3 и Fe2O3 до 15 %; CaO 3—6 % (и др.).
Для яшм характерны самые разнообразные текстуры: массивная, пятнистая, полосчатая, брекчиевая, плойчатая и др. Наличие множества тонкораспылённых и неравномерно распределённых примесей обусловливает разнообразие и пестроту окраски породы. Однотонные яшмы редки.

## Месторождения
Наиболее известные российские месторождения поделочной яшмы находятся на Южном Урале, в районе Миасса, Сибая и Орска (месторождение гора Полковник), а на Алтае в районе Змеиногорска (риддерская яшма), в бассейнах рек Чарыш, Бухтарма. Проявление красивой ярко-красной яшмы известно на Кольском полуострове в районе Печенги. Разнообразные виды яшмы присутствуют в отрогах хребта Карадаг (Крым).
Имеются также месторождения во Франции, Германии, США, Индии.

## Разновидности
Яшмы получили многочисленные торговые наименования в зависимости от расцветки, рисунка, месторождения или состава:
- агатовая яшма (или яшмовый агат);

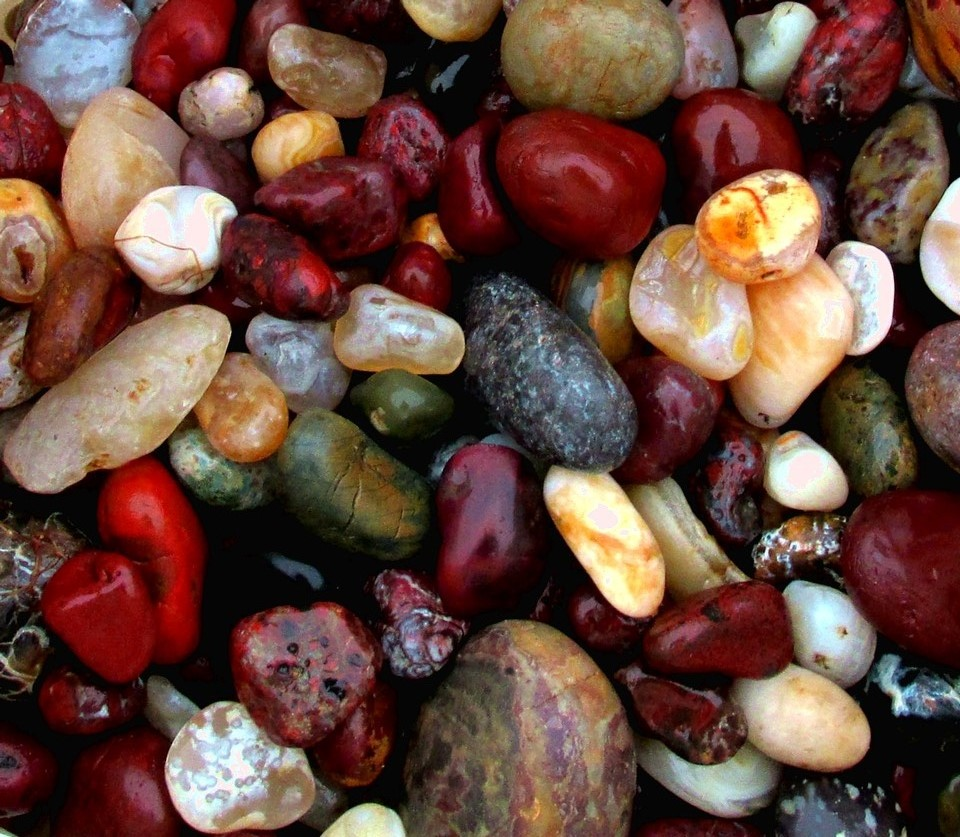
Яшма

- египетская яшма («нильский кремень») — встречается в пустынных районах между Каиром и Красным морем[1]
- ленточная яшма (используется для гемм)
- базанит (черная тонкозернистая яшмовидная вулканическая порода из Северной Каролины, США, которую применяют в качестве пробирного камня для определения пробы драгоценных металлов по цвету черты)
- «кровавая яшма», пейзажная яшма (с ландшафтным рисунком)
- нункирхенская яшма (серовато-коричневая, весьма тонкозернистая, названа по месторождению в горах Хунсрюк, Германия)
- яшма, окрашенная берлинской лазурью, называемая немецким или швейцарским ляписом, служит имитацией лазурита
- плазма (темно-зеленая, равномерно-тонкозернистая)
- празем (зеленая яшма или поделочный камень из группы кварца — зелёный сливной кварц)
- силекс (с бурыми и красными пятнами)
- ирнимит (синяя яшма, характерная черта — синие (голубые) прожилки и пятна в вишневой, оранжевой, серой яшмовидной породе; встречается в северо-западных отрогах Тайканского хребта в бассейнах рек Ир и Ними, Хабаровский край)
- чёрная яшма (см. гагат)

## Классификация яшм
- Однородные яшмы
- Полосчатые (кушкульдинская яшма)

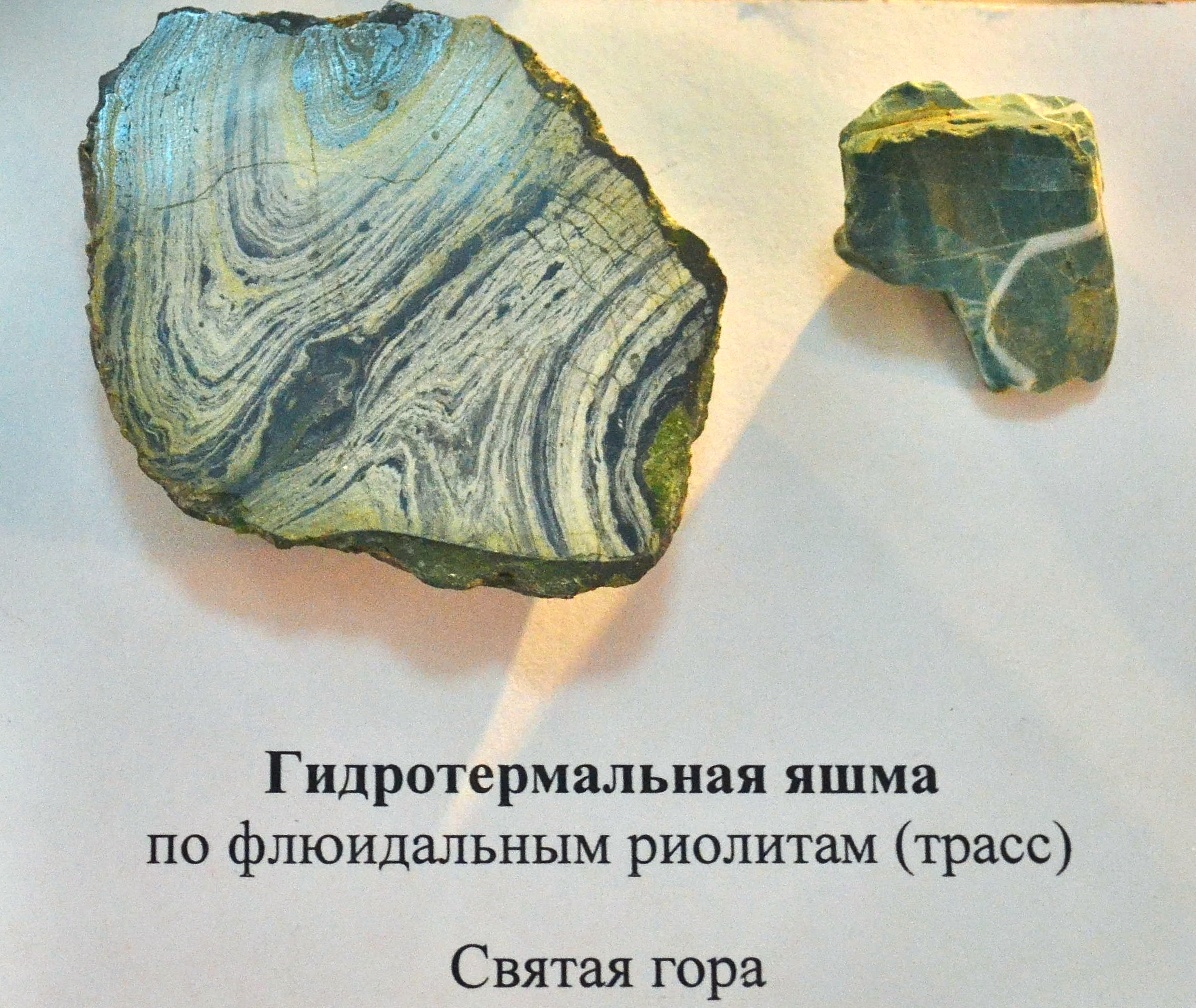
Гидротермальная яшма по флюидальным риолитам (трасс). Святая гора, Кара-Даг, Крым

- Пестроцветные, различаются также видами текстур:
  1. Брекчиевая текстура;
  2. Брекчиевидная;
  3. Флюидальная;
  4. Ситцевая;
  5. Концентрическая текстура;
  6. Пятнистая текстура.
- Кварциты яшмовидные
- Ирнимит (сиреневая яшма)
- Яшмовидные породы
- Яшмоиды

## Применение
Человек познакомился с яшмой ещё во времена палеолита и наряду с кремнием и нефритом использовал её для изготовления инструментов и орудий труда.

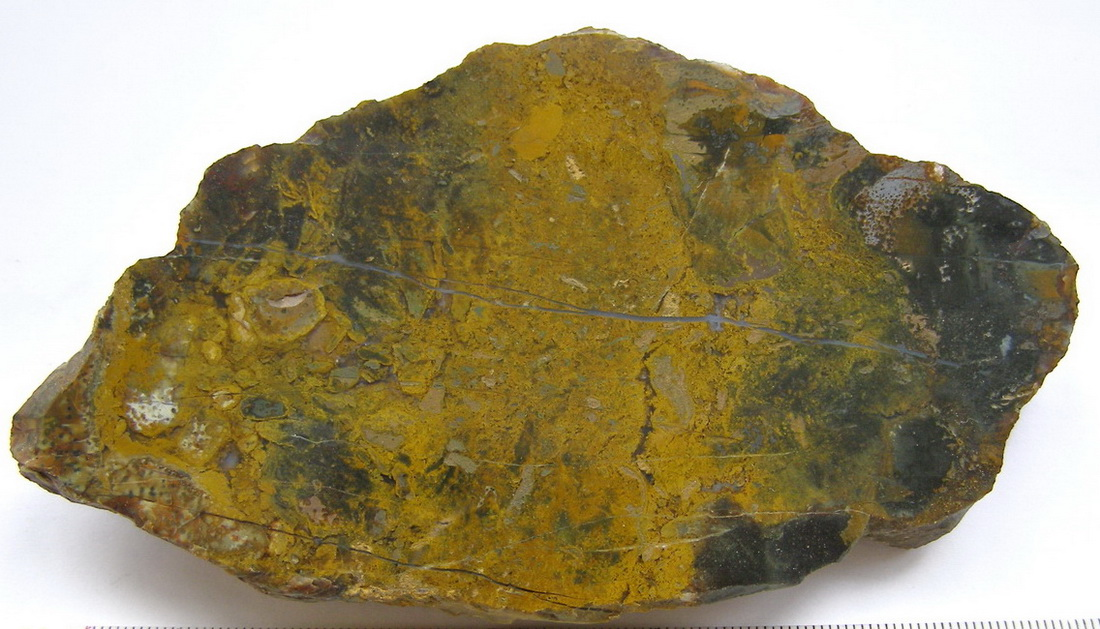
Яшмовидная туфобрекчия. Крым, Кара-Даг

В древности из яшм делали печатки и амулеты, якобы оберегавшие от расстройств зрения и от засухи. В наше время это популярный материал для художественных камнерезных изделий, кабошонов, каменной мозаики. При шлифовке и полировке требуют осторожности: ленточные яшмы склонны распадаться по границам слоёв.
В Российской империи яшма пользовалась большой популярностью. Так, на Алтае на Колыванской мануфактуре из яшмы изготовлялись декоративные предметы высочайшего качества для украшения императорских дворцов. Декоративные яшмовые вазы, среди которых знаменитая Большая Колыванская ваза, доныне можно увидеть в залах Эрмитажа, Санкт-Петербург.
Некоторые изделия из яшмы, особенно имеющие историю, могут оцениваться исключительно дорого. Так, на одном из аукционов XIX века шкатулка из зелёной с красными прожилками яшмы работы Бенвенуто Челлини была продана бароном Ротшильдом за 400 тысяч золотых рублей.

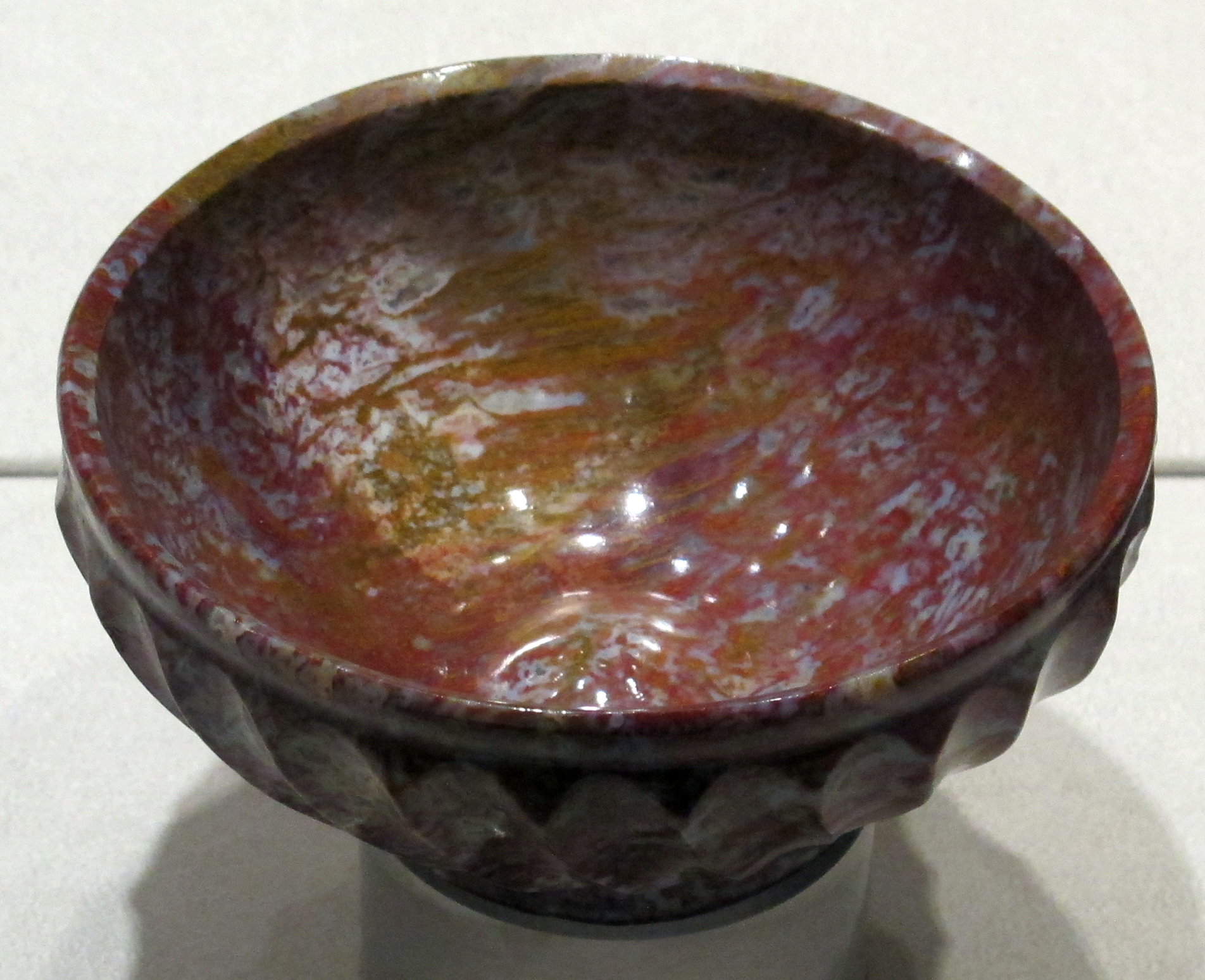
Чаша из яшмы
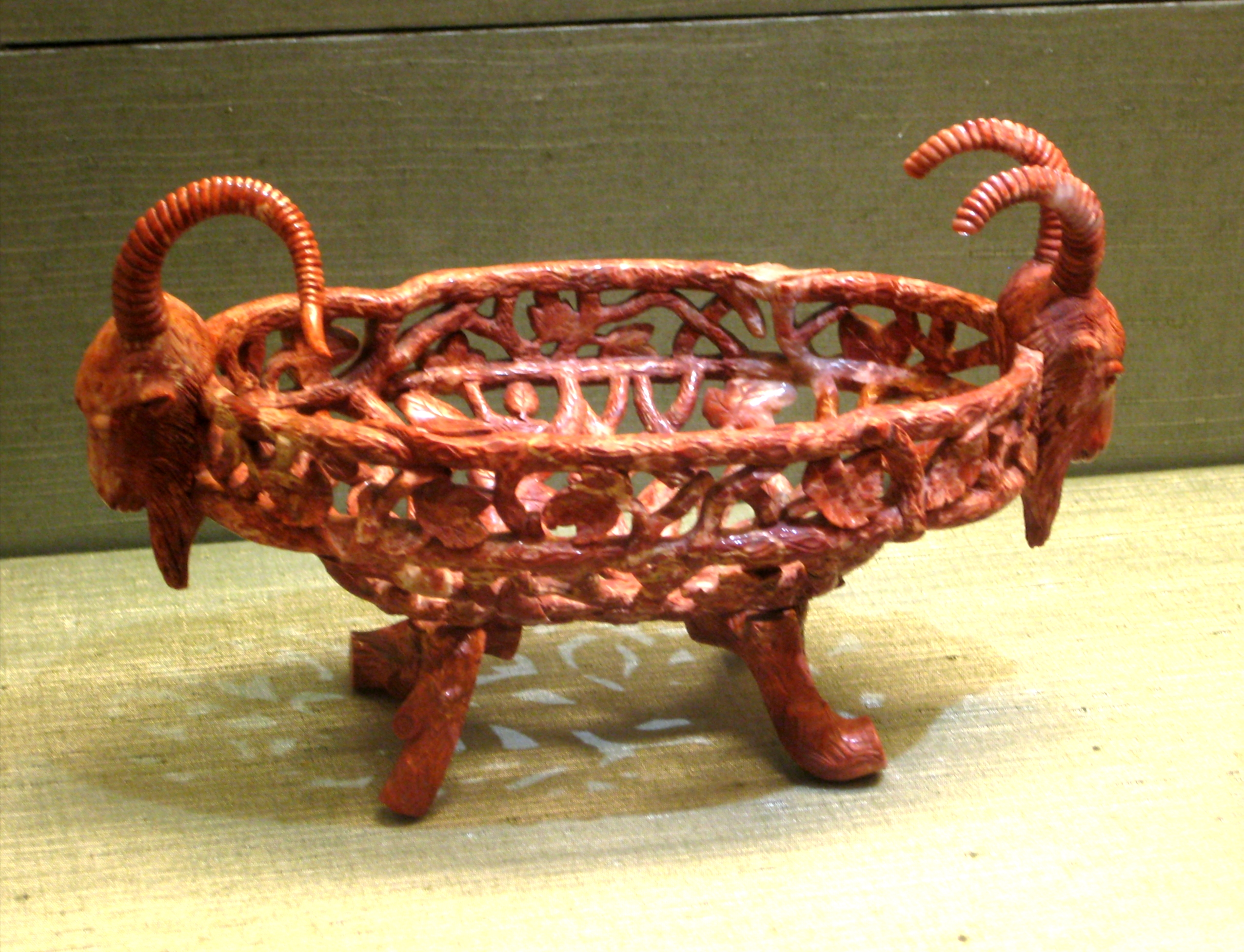
Декоративная корзиночка из яшмы
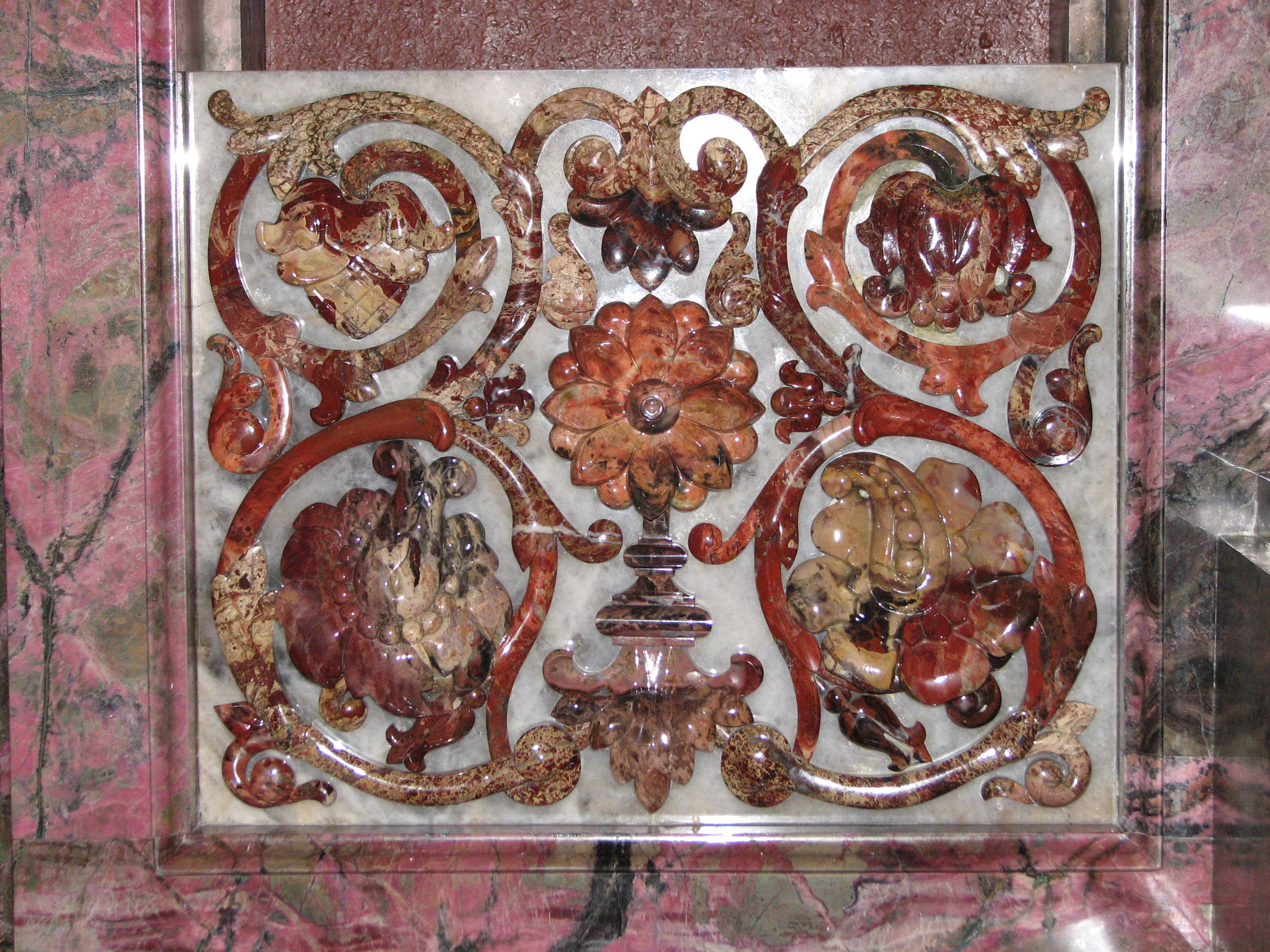
Элементы иконостаса из яшмы
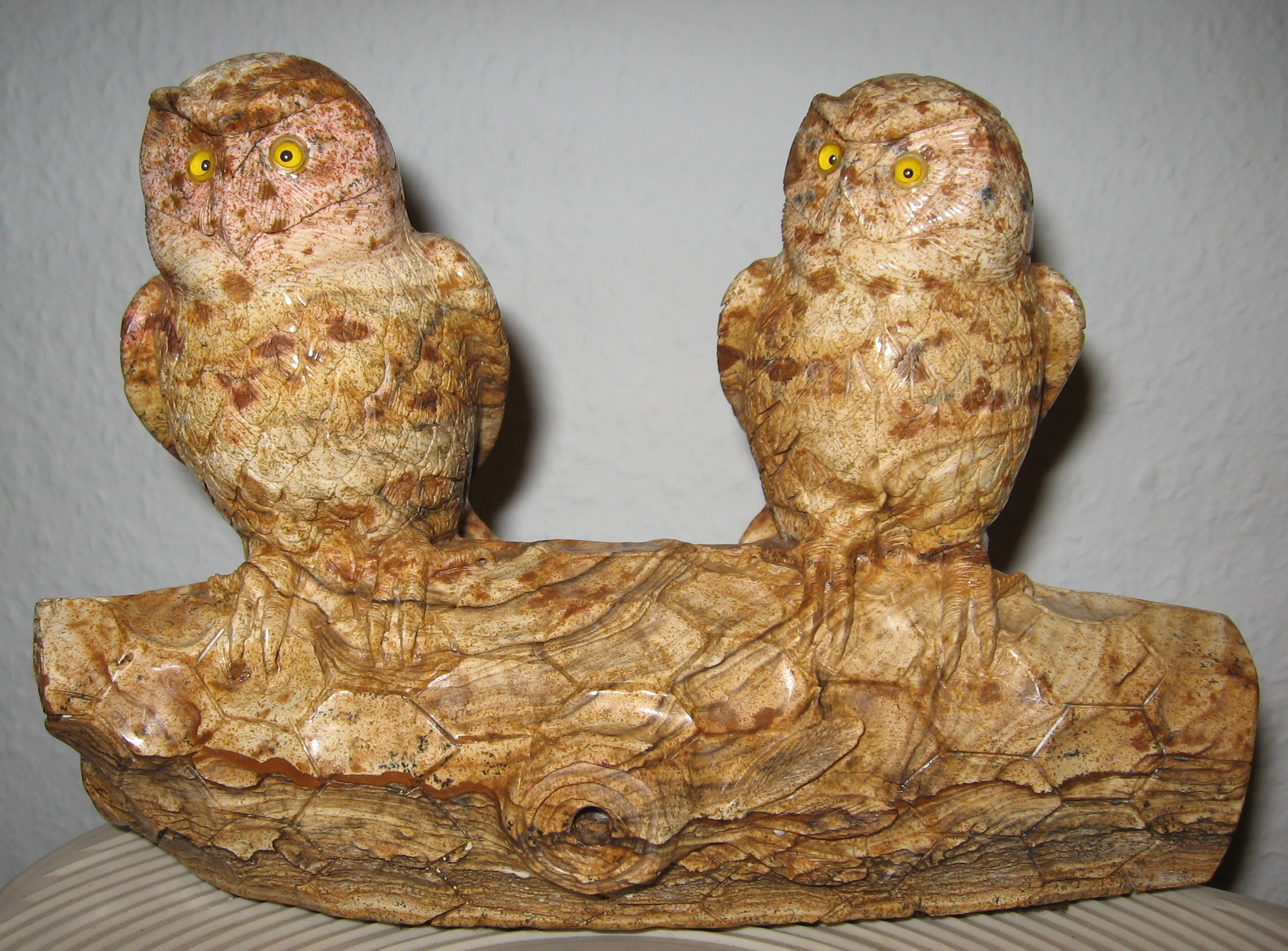
Статуэтка из яшмы

### Яшма в изделиях фирмы Фаберже
В изделиях фирмы Фаберже, особенно многосоставных, в частности, в известных пасхальных яйцах, использовались различные камни, в том числе и яшма. Известно, что среди 88 изделий этой фирмы, приобретенных императрицей Марией Федоровной с 1891 по 1898 годы, было 5 изделий из яшмы.

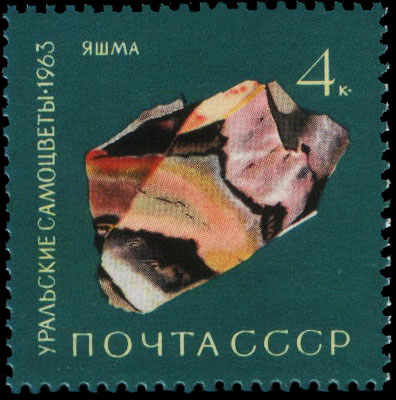
Почтовая марка СССР из серии «Уральские самоцветы»

В 1912 году фирма Фаберже направила запрос на Екатеринбургскую гранильную фабрику с заказом большого объёма самоцветов. Среди них была колканская яшма (200 пудов на 400 рублей), Николаевская яшма (50 пудов на 100 рублей) и самая дорогая — орская яшма (50 пудов за 243 рубля).
В «Списке драгоценных предметов Аничкова дворца» фигурируют:
- Яйцо из зелёной яшмы, усыпанное жемчугом и с четырьмя образками (неизвестное произведение — В.С.);
- Яйцо яшмовое в золотой оправе, с украшением из бриллиантиков; внутри золотая ширмочка сердцеобразной формы под короною, украшенная бриллиантом и именными вензелями в красных эмалированных медальонах (1899 г., т. н. «Анютины глазки» — В.С.);
- Яйцо яшмовое в золотой оправе с бриллиантовым украшением; внутри модель судна золотая (1891 г., судя по описанию «Память Азова» — В.С.)

В 1917 году все эти предметы были перевезены в Оружейную палату Кремля.

## Галерея

Сорта яшмы
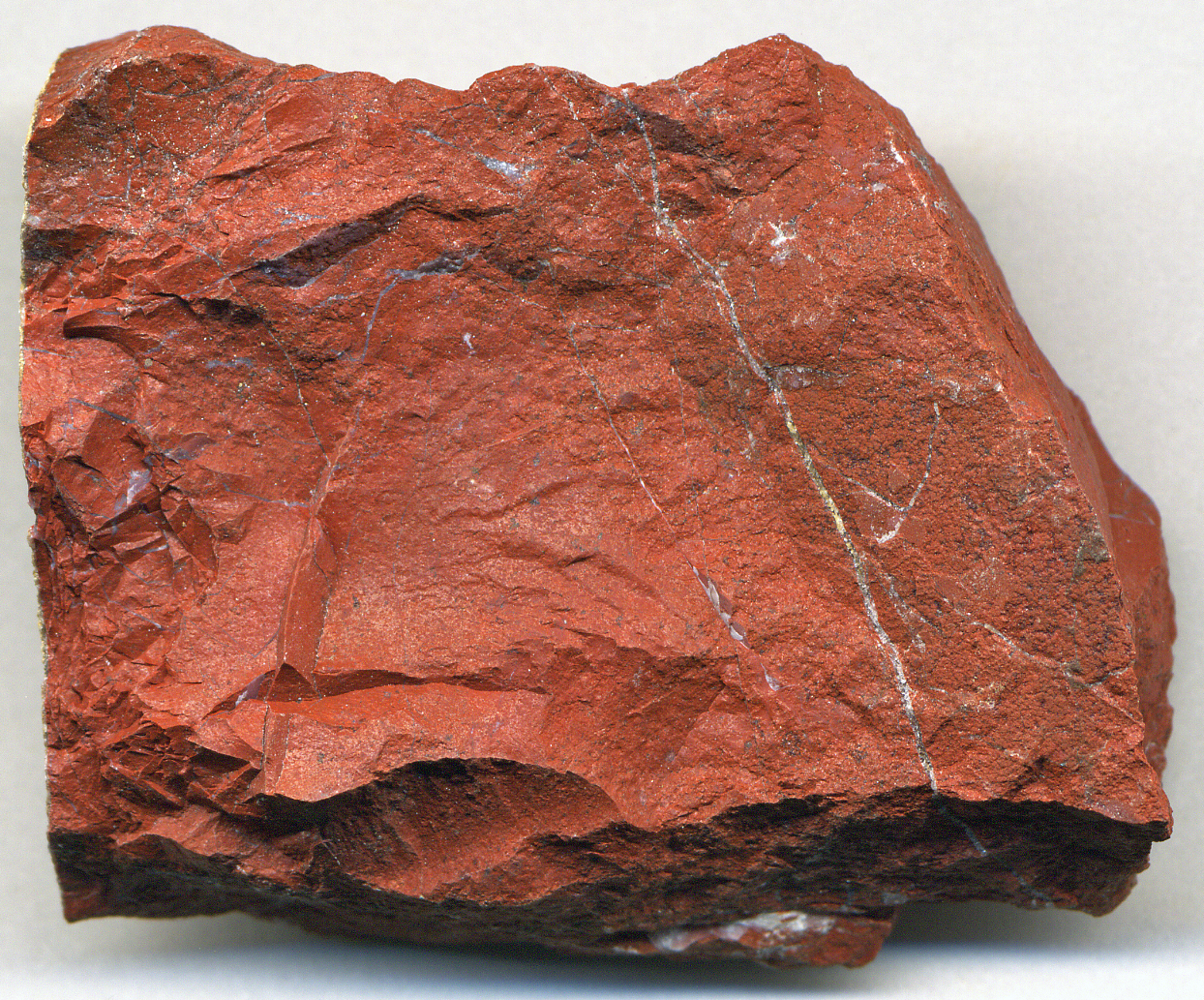
Красная яшма грубая, Кейв-Крик, Аризона[англ.]
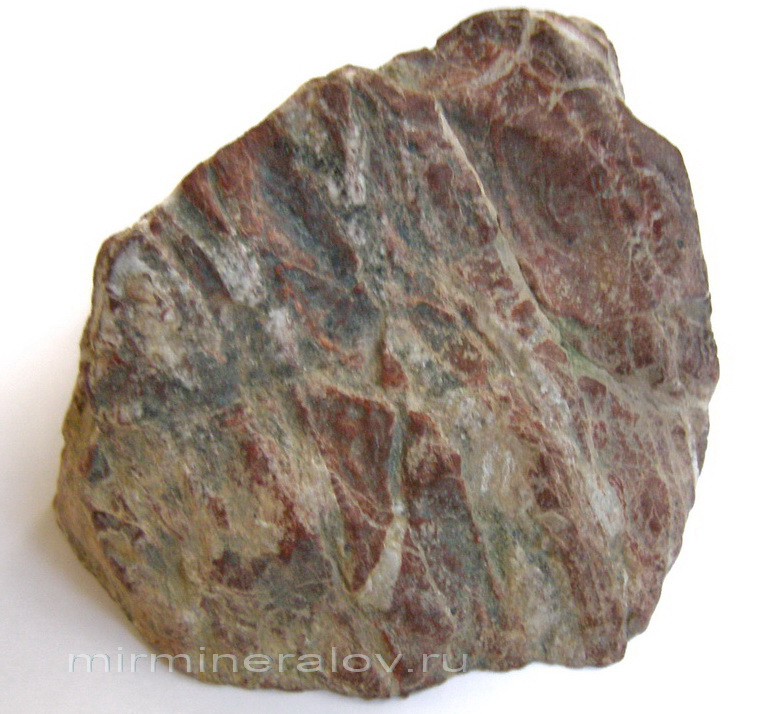
Тускло-красная яшма с прожилками белого кварца, грубая, происхождение: неизвестно — возможно, Крым или Кыргызстан
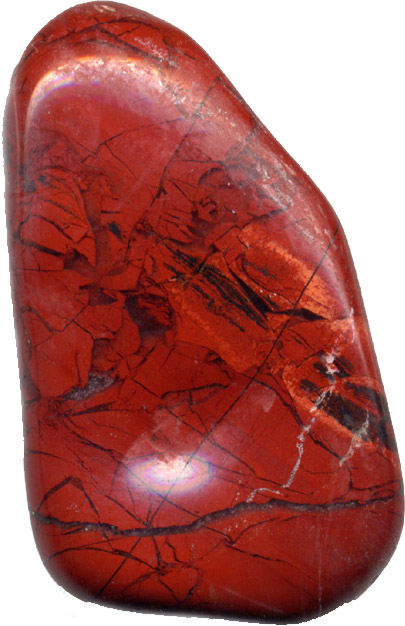
Брекчированная красная яшма, гладкая, 1 дюйм (2,5 см)
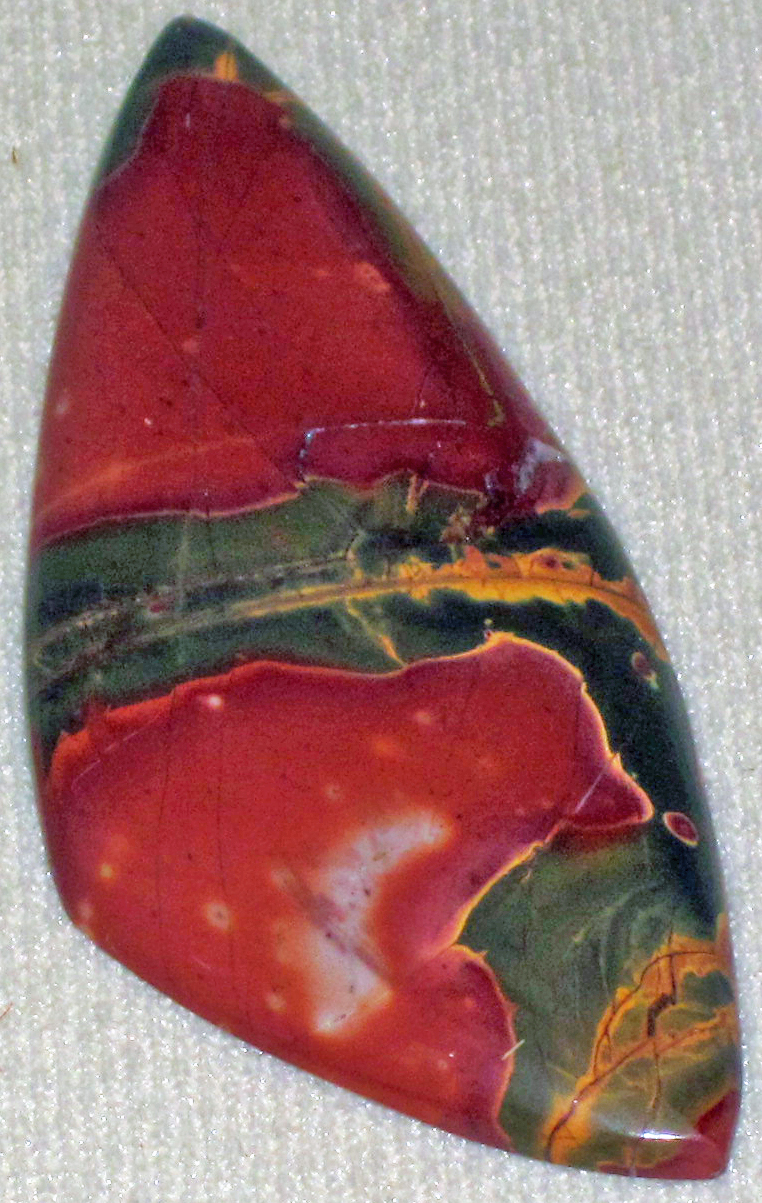
Кабошон из красно-зелёно-жёлтой яшмы, Черри-Крик, Китай
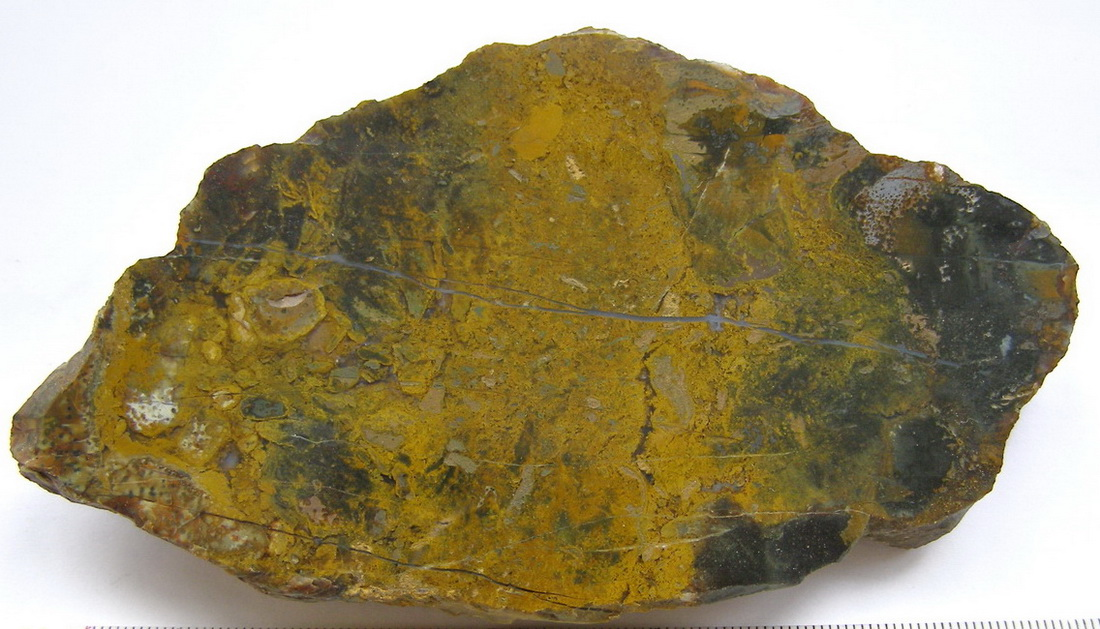
Брекчированная яшма жёлто-зелёная,  Карадаг, Крым
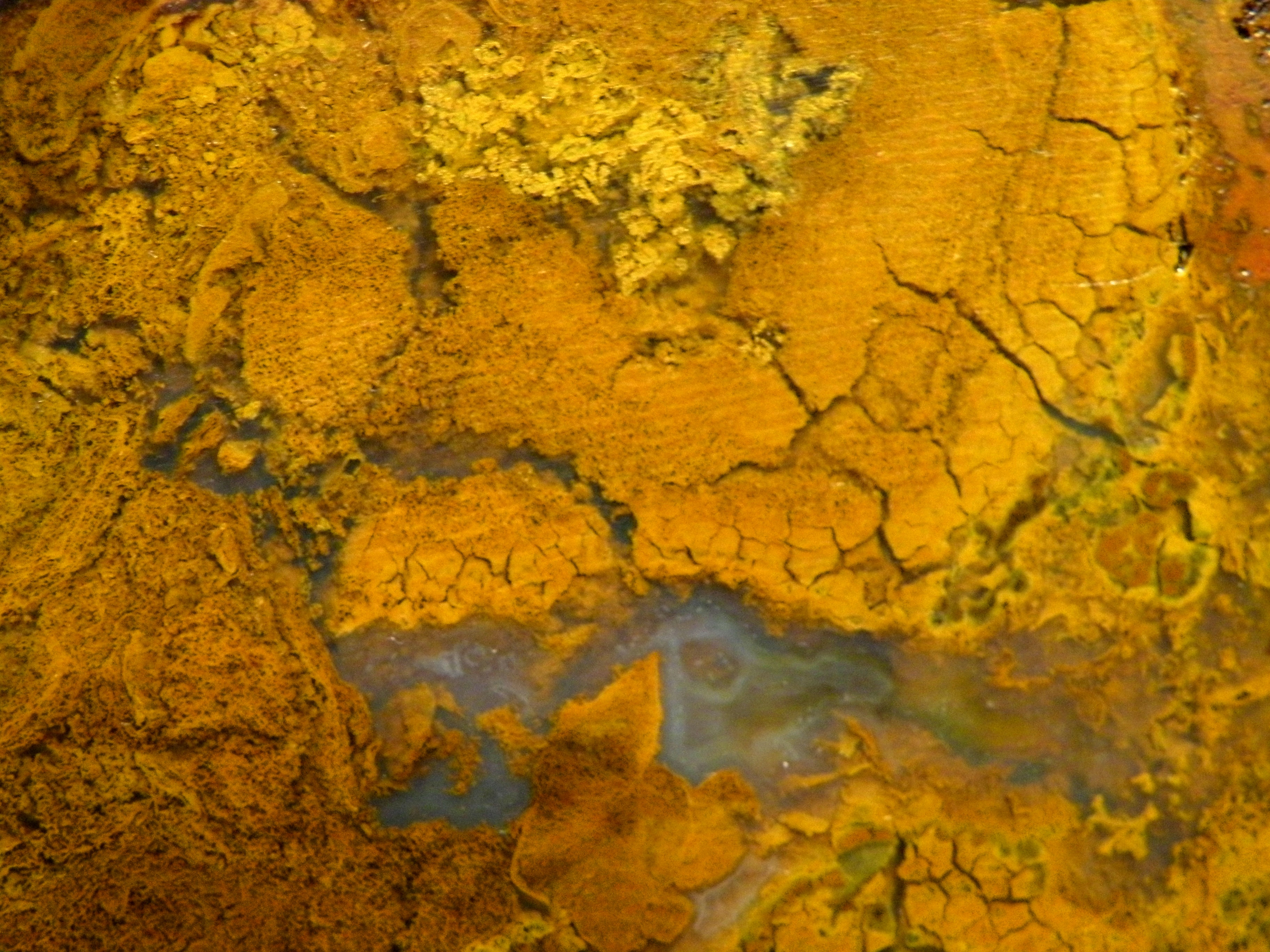
Брекчированная желтая яшма, разрезанная и промасленная
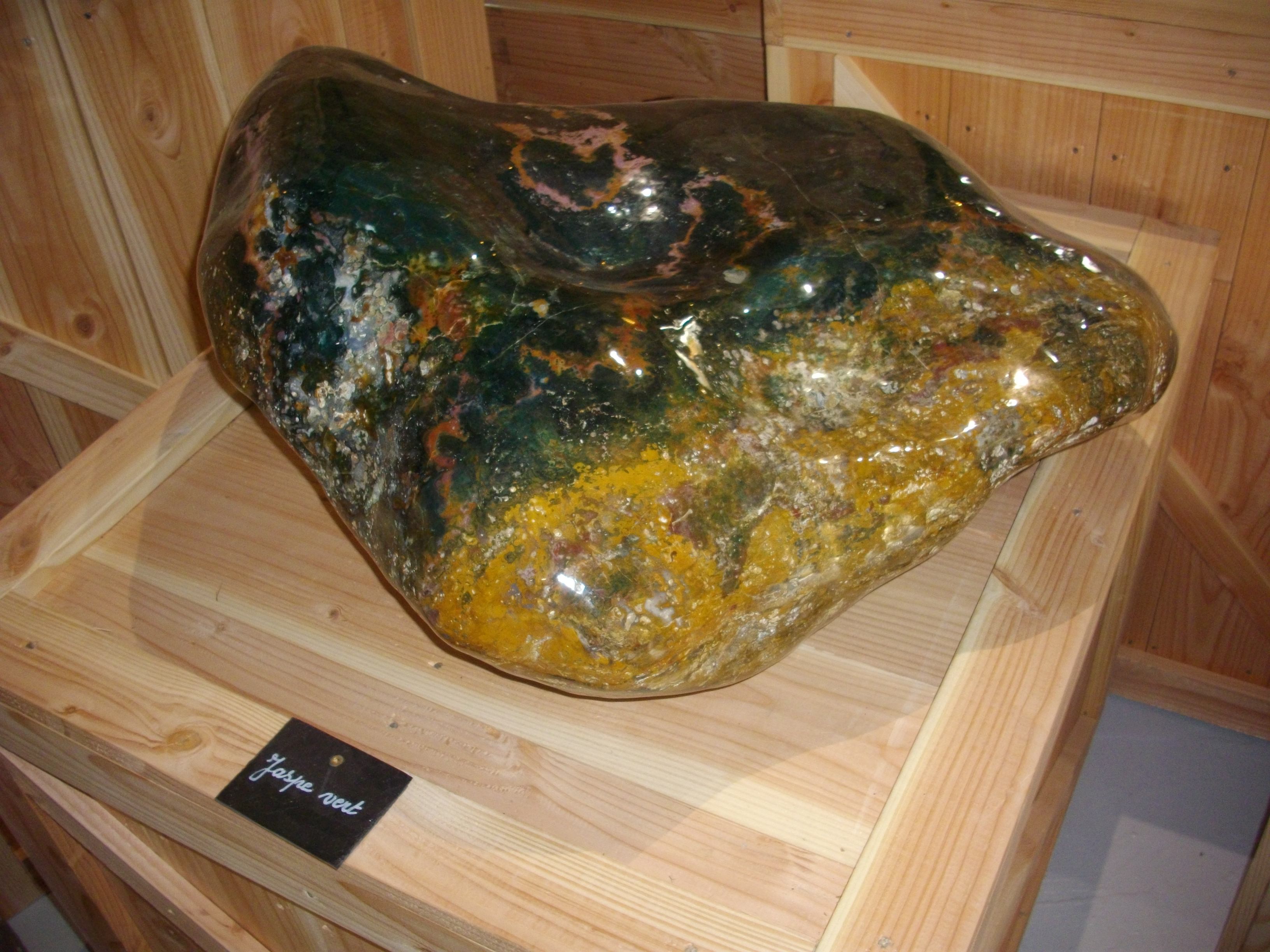
Зелёно-жёлто-оранжевый полированный валун из яшмы, Тропический парк, музей минералов, Сен-Жакю-ле-Пен[англ.], Бретань
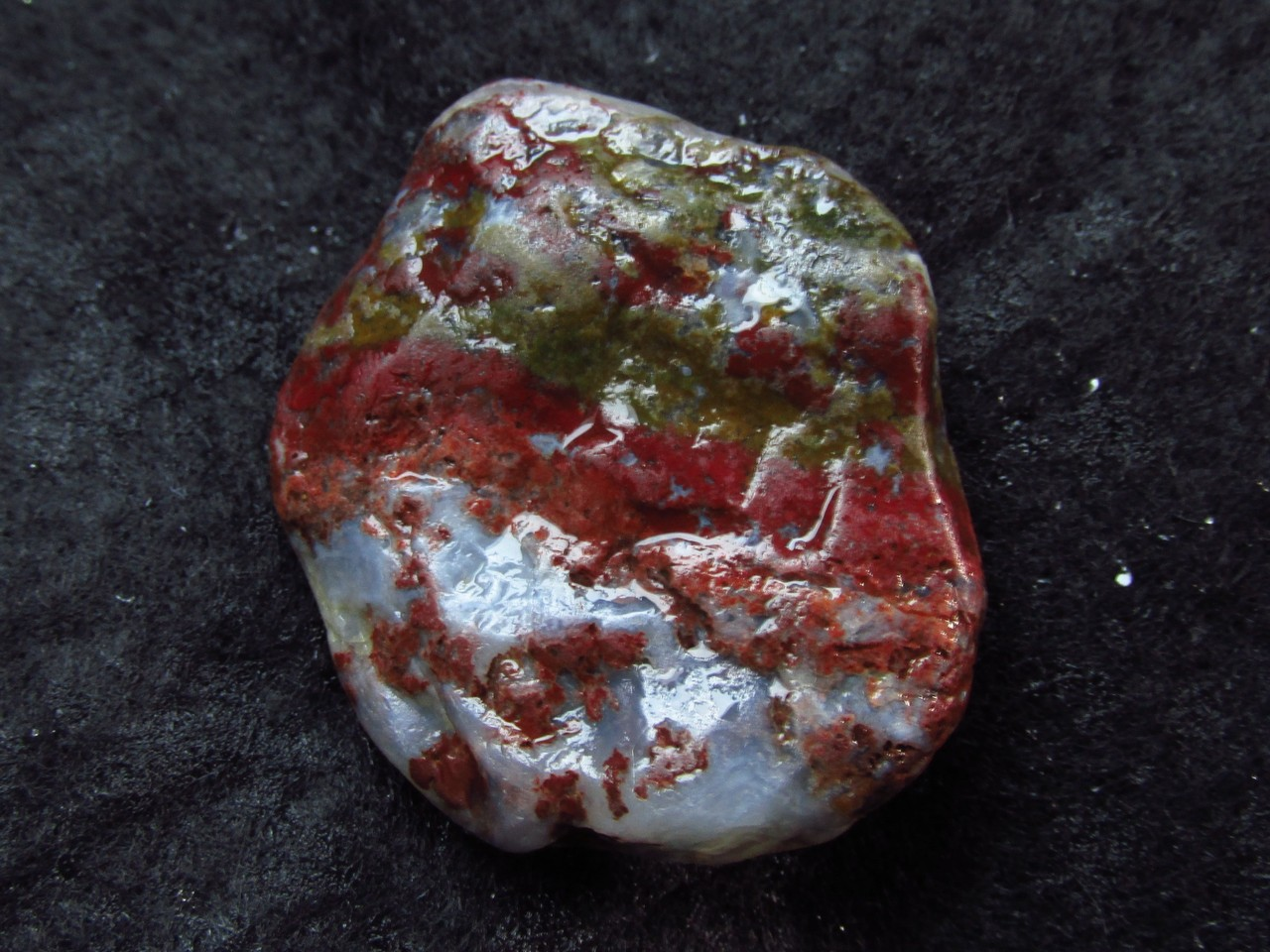
Галька зелёно-красной яшмы с участками серого полупрозрачного халцедона, префектура Аомори, Сичири-Нагахама, Япония
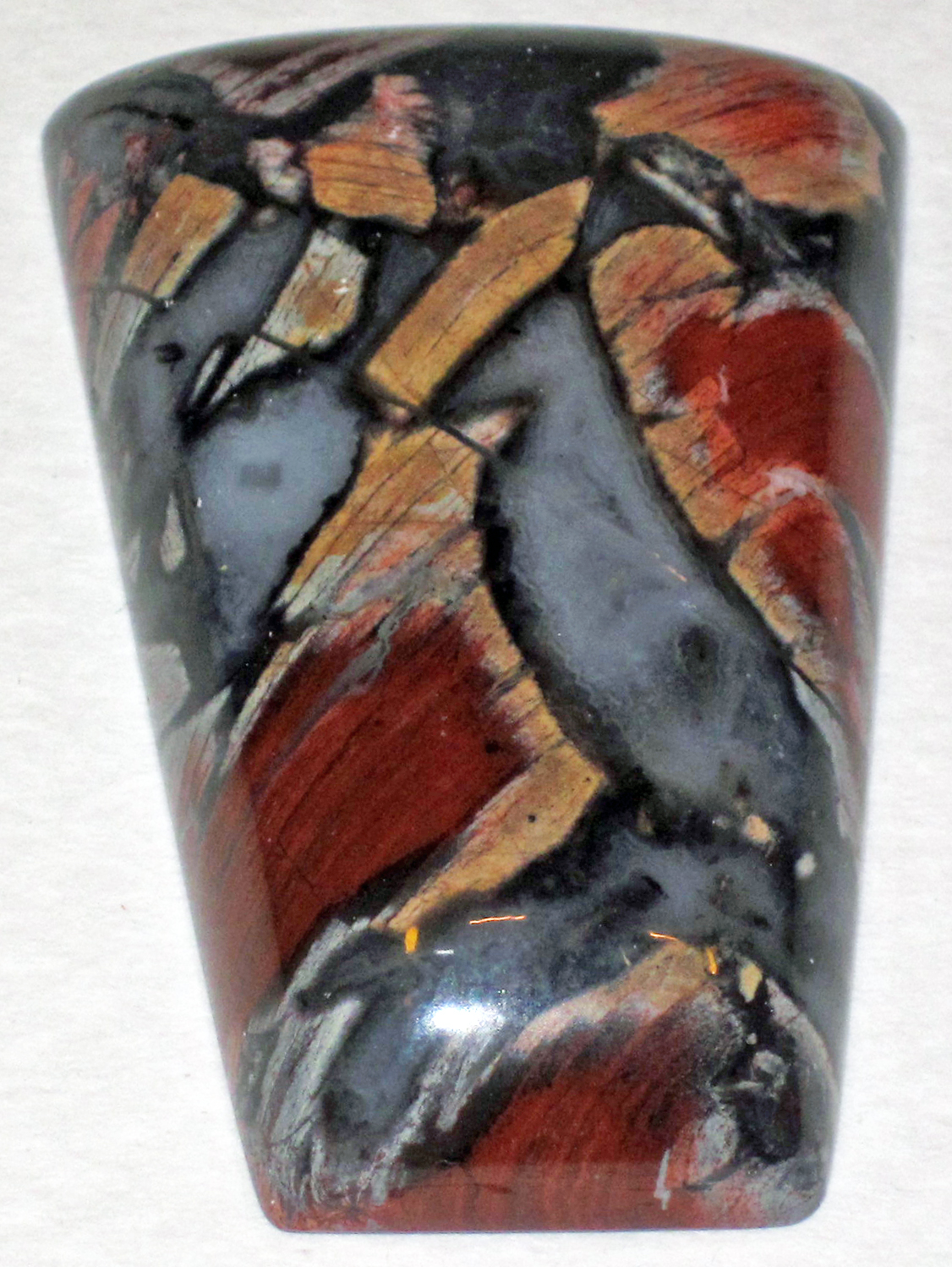
Кабошон из яшмы Табу Табу (брекчированный, с угловатыми обломками, цементированными серым халцедоном), Южная Африка
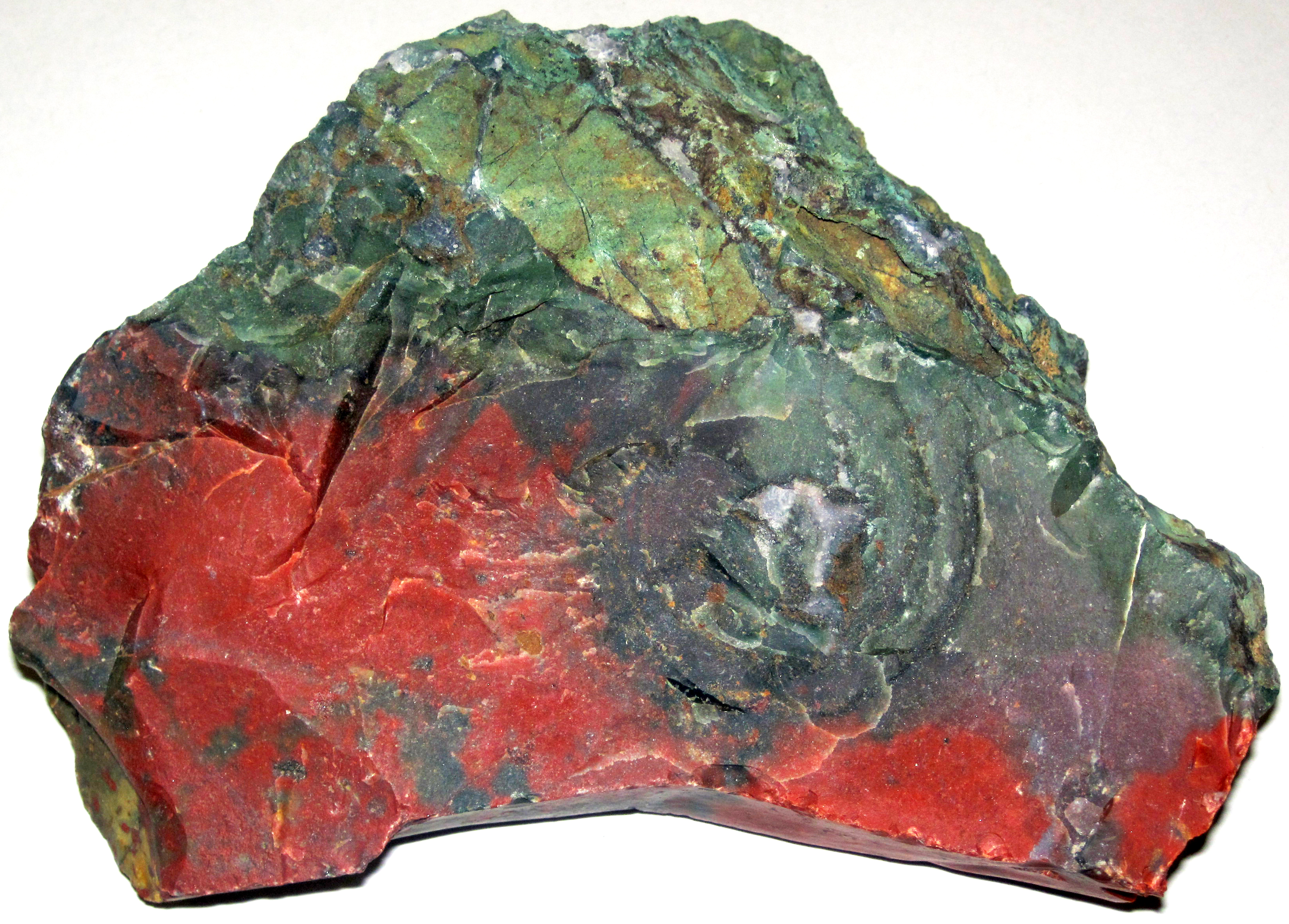
Кровавый камень разновидности яшмы, происхождение сомнительно, возможно, Деканские траппы Индии
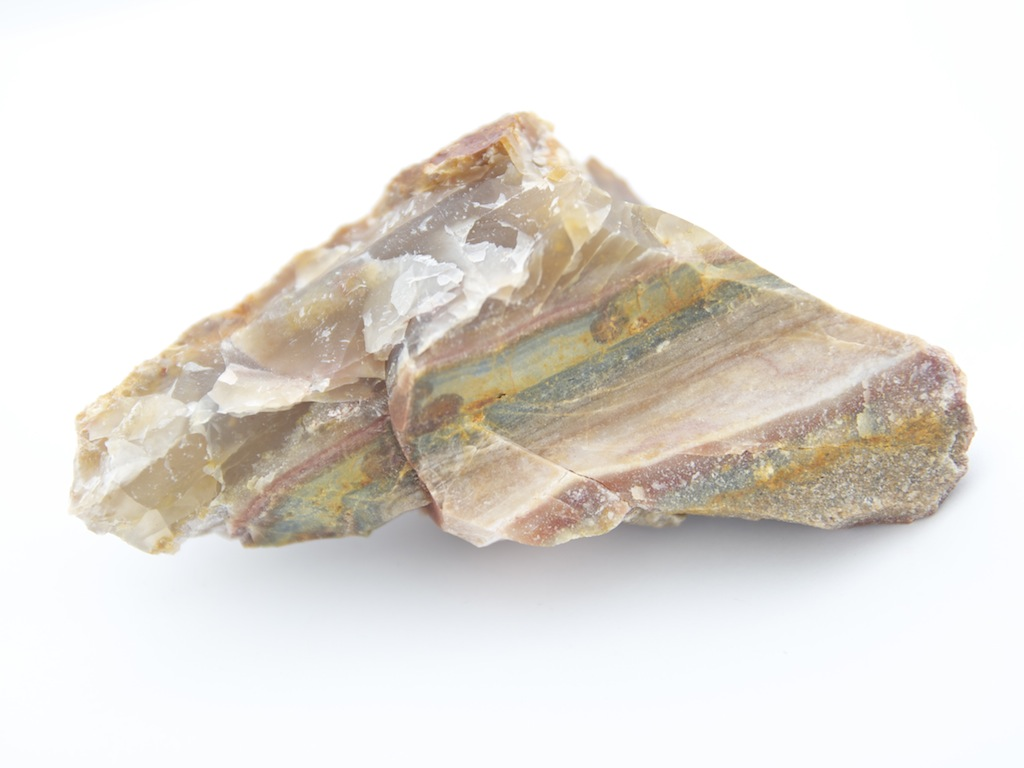
Разноцветная, полосатая яшма грубая, Монтжуик, Барселона
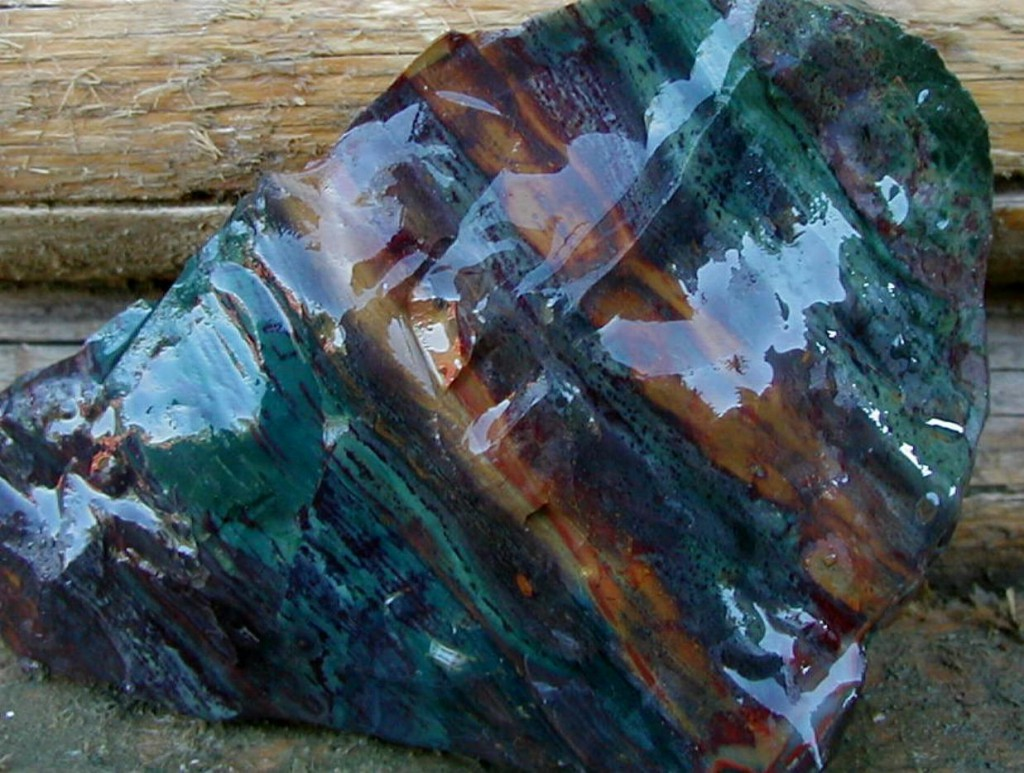
Калейдоскоп яшмы грубой, Орегон
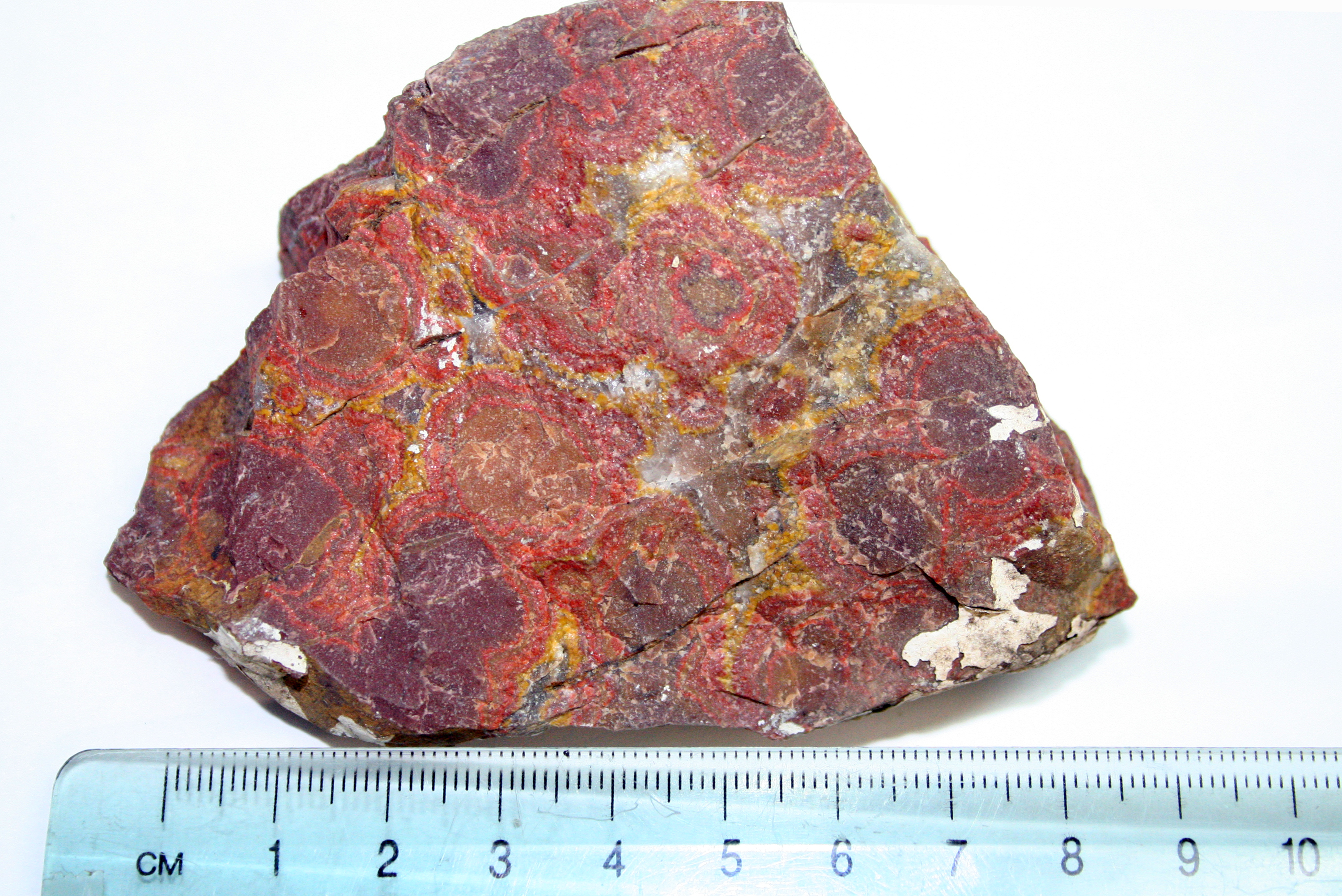
Маковая яшма (круглая яшма из Морган-Хилл, Калифорния), грубая
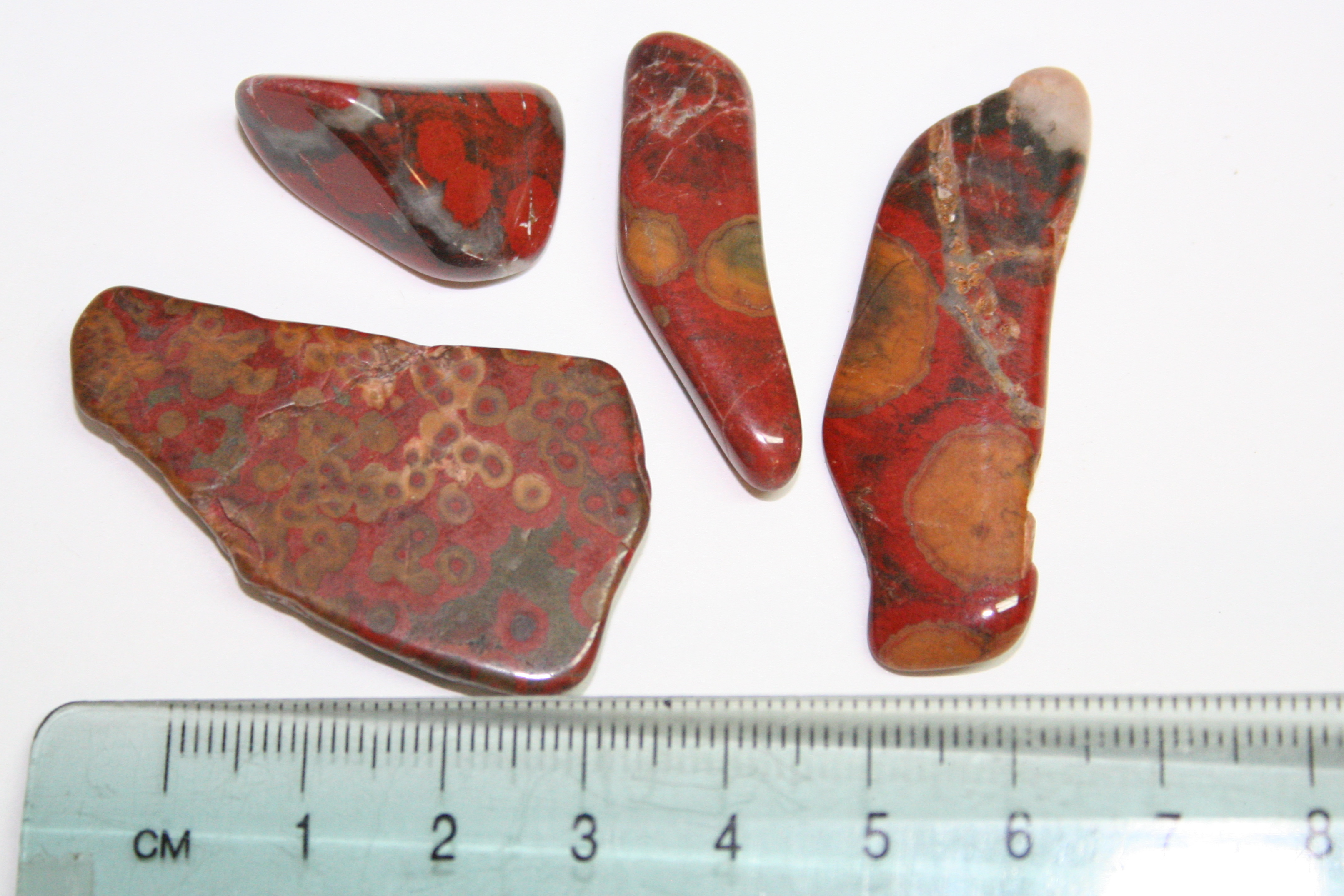
Маковая яшма: маленькие полированные плиты, Морган-Хилл, Калифорния
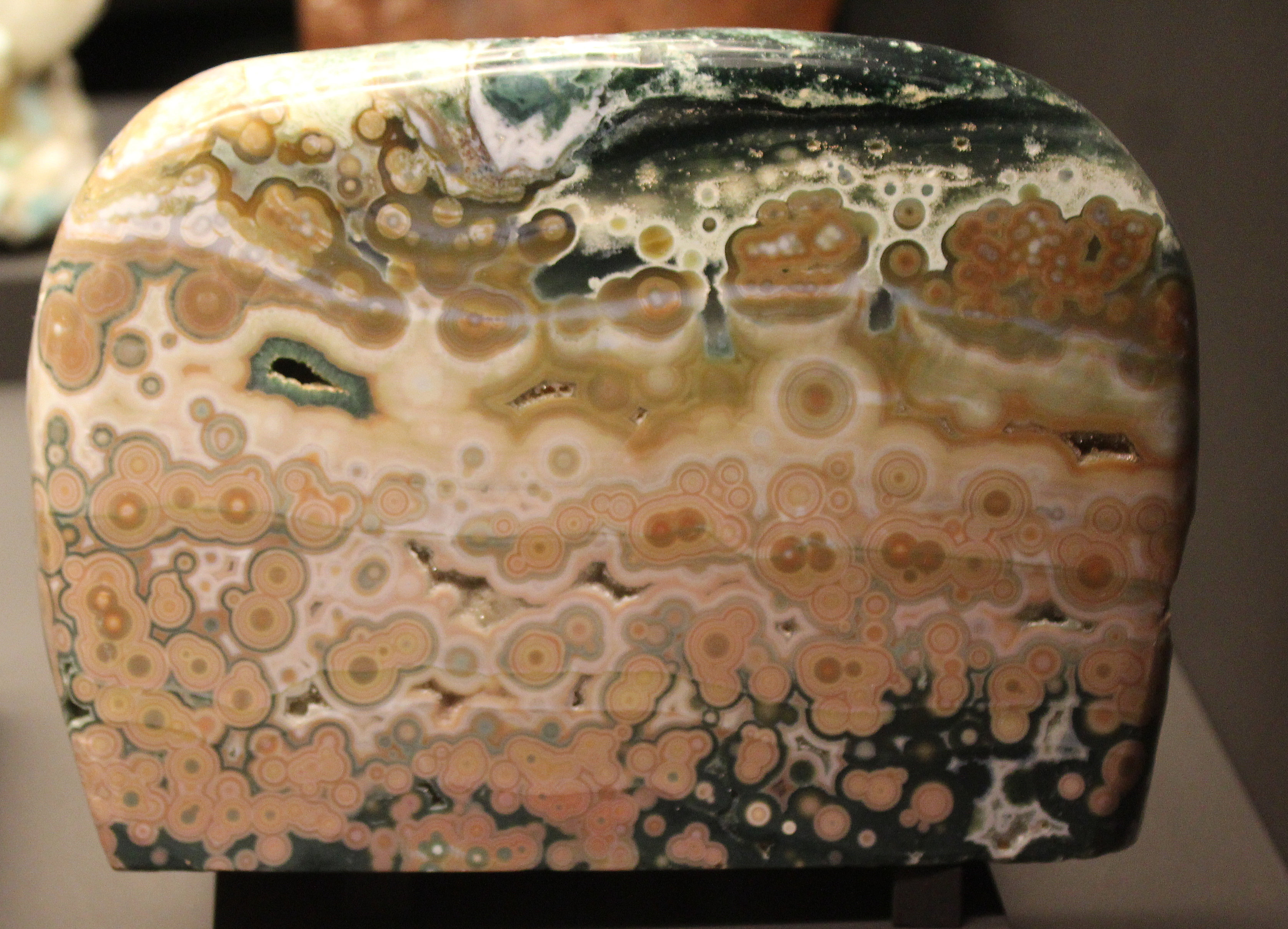
«Океанская яшма» (строго говоря, не яшма, а сильно окремнённый риолит или туф) округа Аналалава[англ.] Мадагаскара, полированная плита
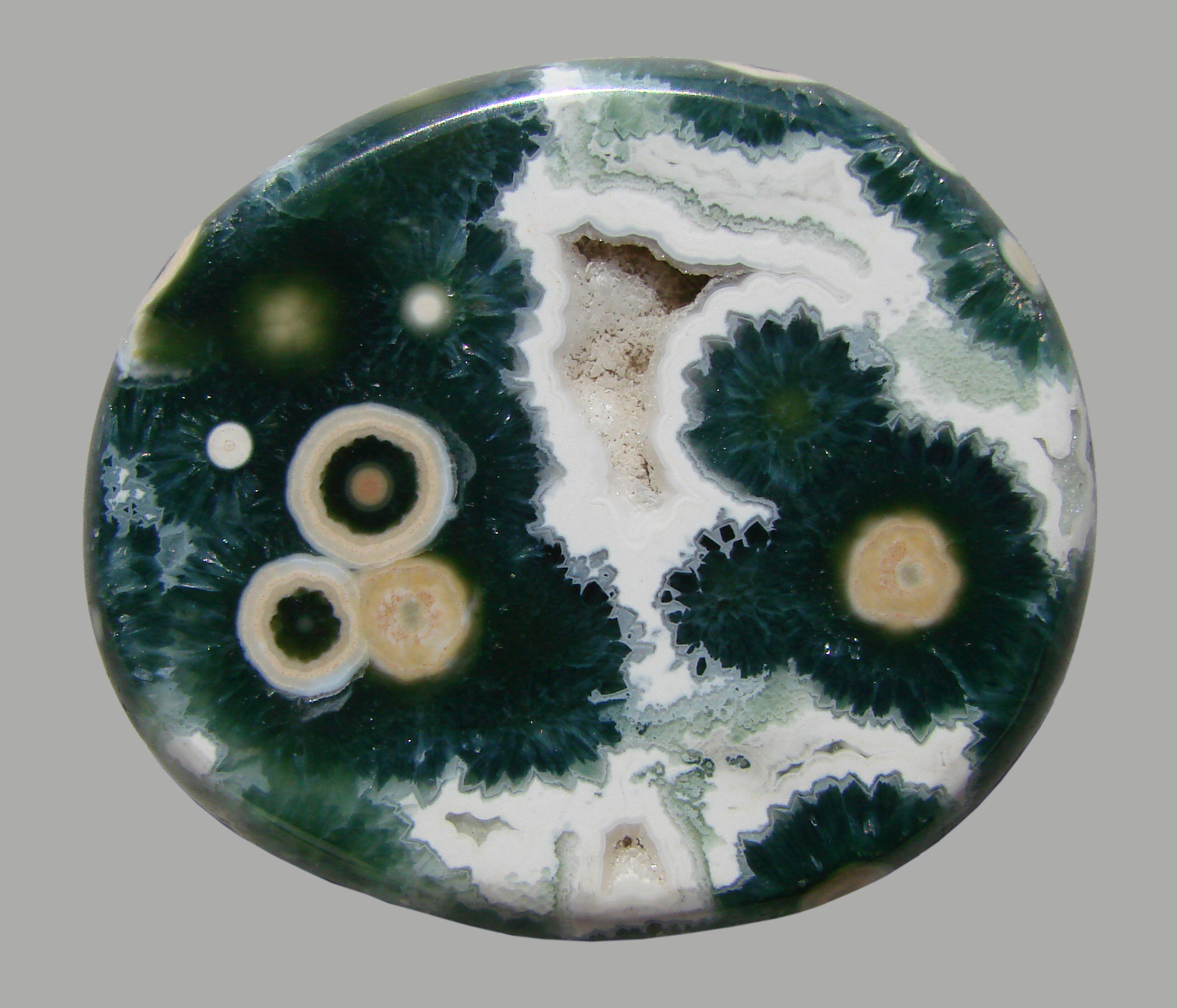
«Океанская яшма», 5 см (2,0 дюйма), округ Аналалава, Мадагаскар
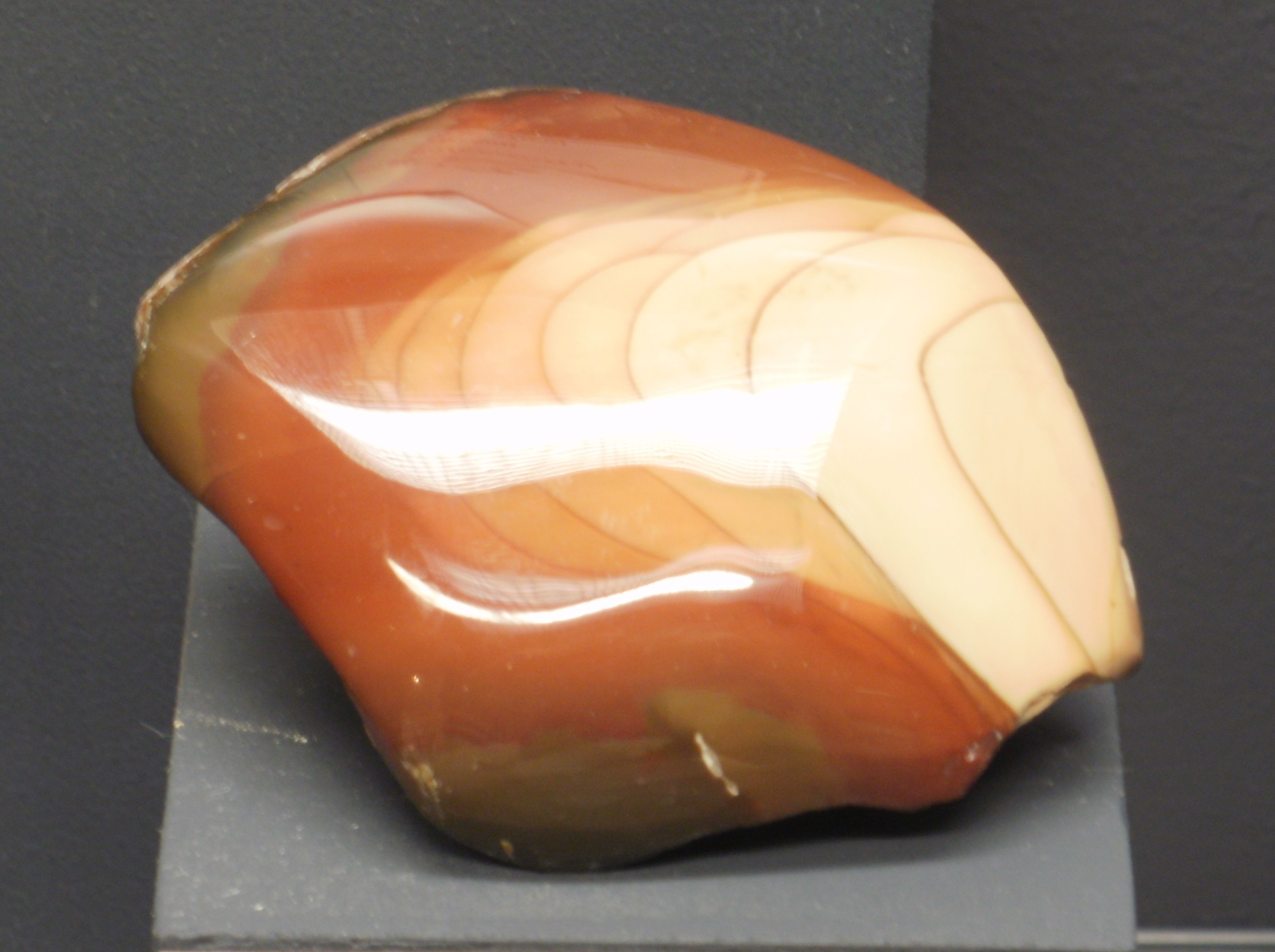
Яшма Бруно[англ.], Айдахо (эта яшма встречается в грозовых яйцах[англ.]), Музей минералов А. Э. Симена[англ.]
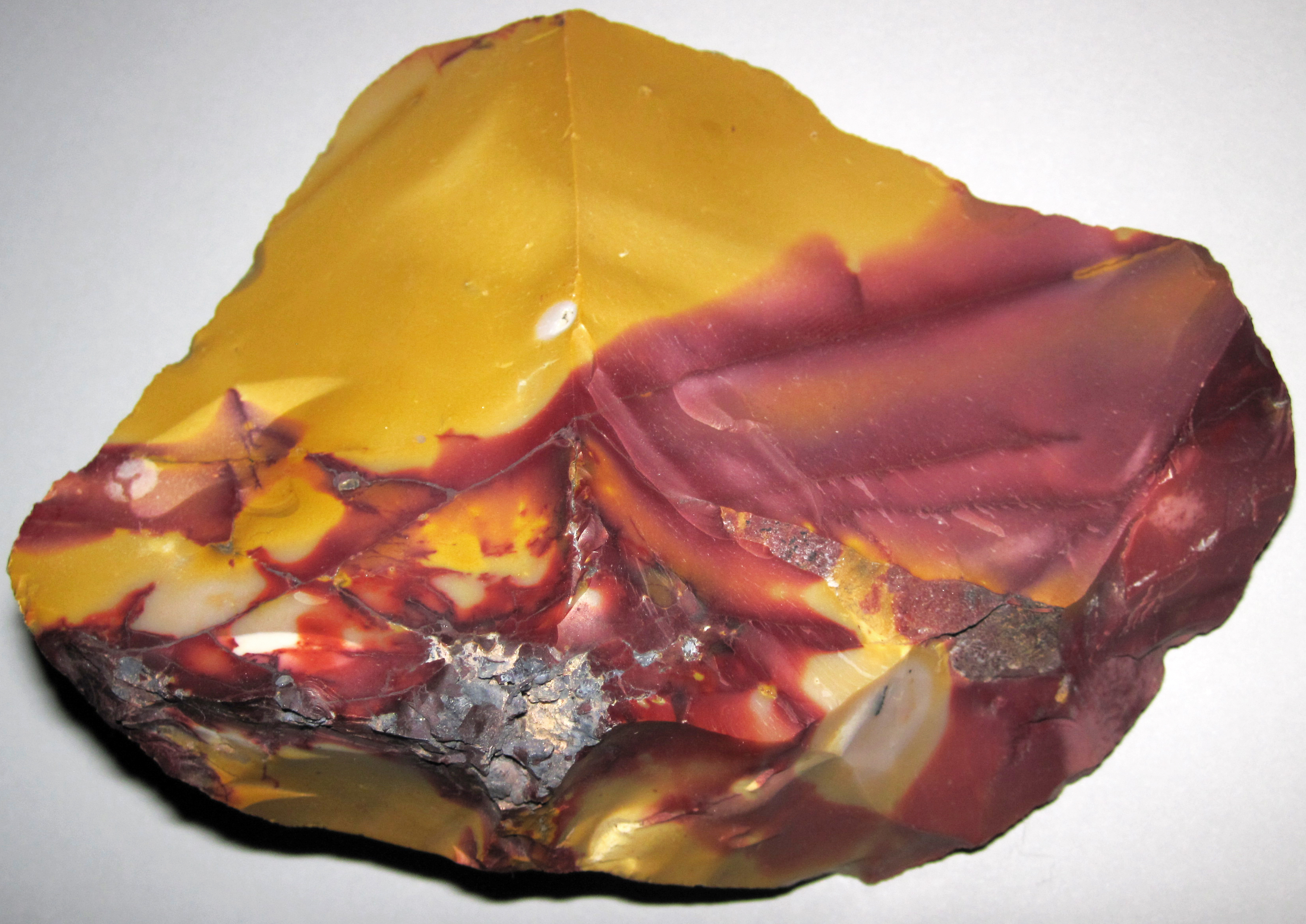
«Мукайте» (радиолярный кремний из формации радиоляритов Виндалии, Западная Австралия), грубый
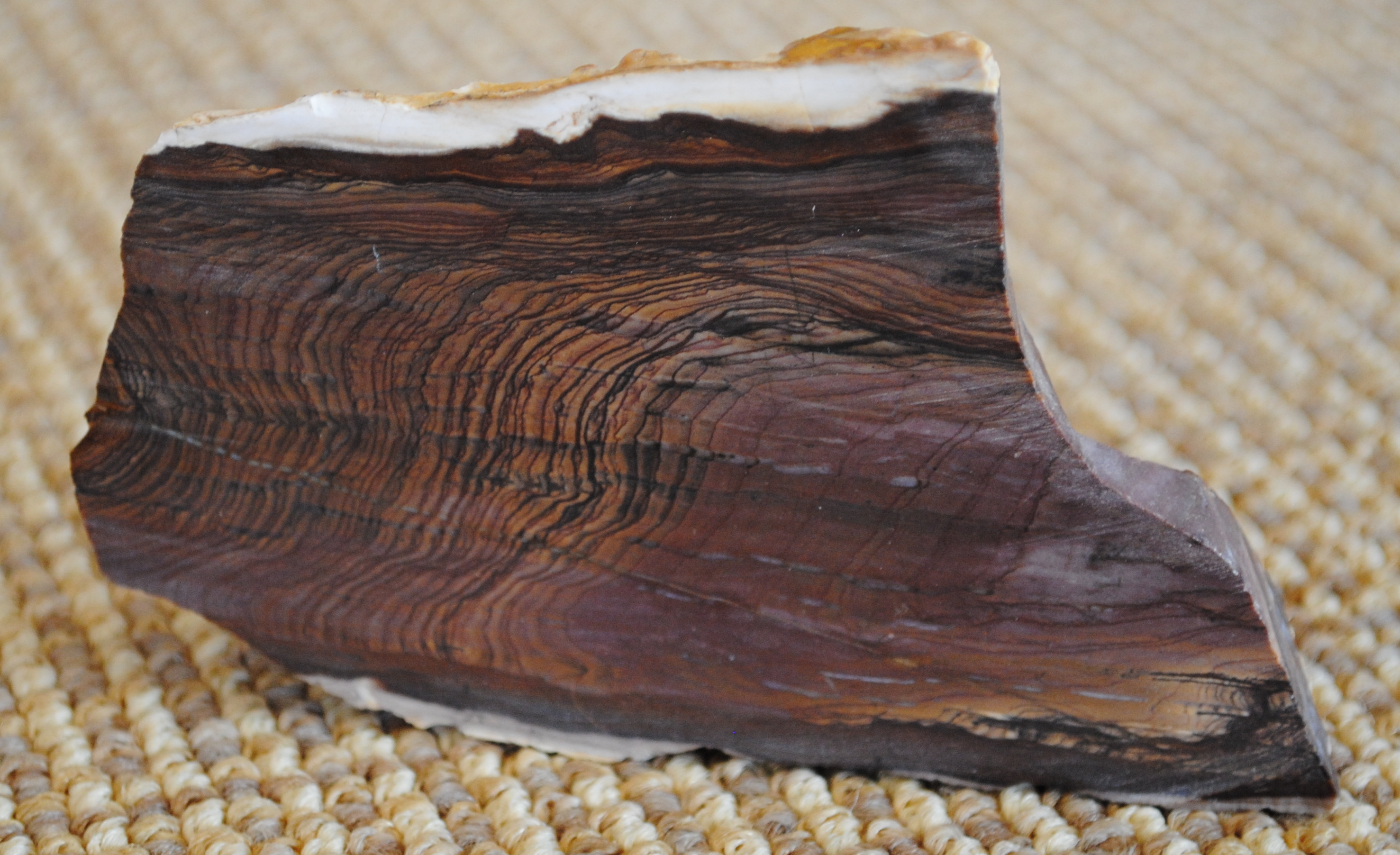
Яшма Биггс[англ.], Орегон
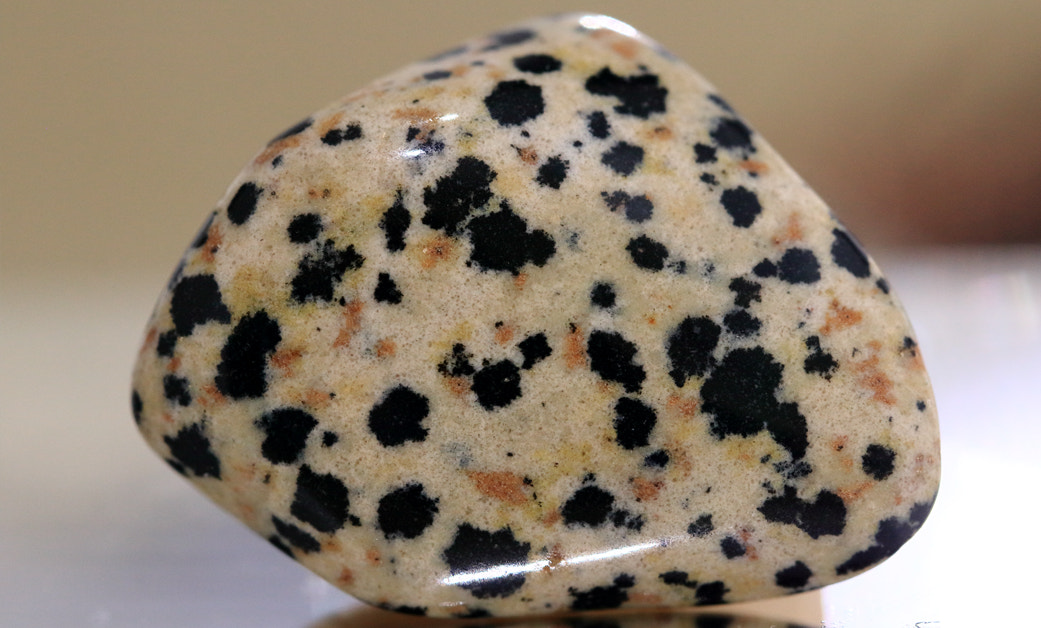
«Далматинская яшма» — вовсе не яшма, а форма вулканической породы пертита. Чёрные пятна состоят из редкого амфибола арфведсонита (а не из турмалина, как часто утверждают). Галька шлифованная.